# Ridge Summit
Ridge Summit är en bergstopp i Antarktis. Den ligger i Östantarktis. Nya Zeeland gör anspråk på området. Toppen på Ridge Summit är 1 534 meter över havet.
Terrängen runt Ridge Summit är kuperad österut, men västerut är den bergig. Trakten är obefolkad. Det finns inga samhällen i närheten.